# Witoldzin
Witoldzin – wieś w Polsce położona w województwie wielkopolskim, w powiecie szamotulskim, w gminie Szamotuły.
W latach 1975–1998 miejscowość administracyjnie należała do województwa poznańskiego.
Wieś sołecka, położona 8,5 km na południowy wschód od Szamotuł, 3 km na zachód od Pamiątkowa, przy drodze Pamiątkowo - Myszkowo.
Pierwsza wzmianka o wsi pochodzi z drugiej połowy XIX w. Znaleziono tu skarb pochodzący ze środkowej epoki brązu (1200-1100 lat p.n.e.), a w nim bransolety brązowe. W połowie XIX w. powstał tu folwark.